# Font de les Llagunes
La font de les Llagunes és una font del terme de l'antic poble d'Herba-savina, pertanyent al municipi de Conca de Dalt, al Pallars Jussà. Antigament era del terme d'Hortoneda de la Conca.
Està situada a 1.174 m d'altitud, al vessant nord-oest del Gallinova, a l'extrem occidental de la serra de Carreu. És al costat nord-oest de la pista del Portell, a la partida de les Collades de Dalt, al nord-est d'on hi havia la borda del Sant, a prop i al sud-oest de les collades de Dalt.